# Marie Henri Andoyer
Marie Henri Andoyer (1 de octubre de 1862 - 12 de junio de 1929) fue un astrónomo y matemático francés.

## Biografía
Andoyer nació en París, Francia el 1 de octubre del año de 1862, siendo hijo de Marie Antionette Doubliez y Louis Jules Andoyer. 
Andoyer estudió en el Lycée d'Harcourt, antes de asistir a la École Normale Supérieure, en donde se graduó  en el año de 1884 con un título en ciencias matemáticas. Ese mismo año empezó a trabajar en el Observatorio de Toulouse y se desempeñó como  profesora en la Facultad de Ciencias de Toulouse.
En 1886 se doctoró en el área de las ciencias matemáticas por la Universidad de París y posteriormente en  el año de 1889 contrajo nupcias con Céleste Antoinette Marguerite Perissé, con quien tuvo tres hijos. 
Uno de sus hijos murió en la Primera Guerra Mundial, su hija se casó con el matemático Pierre Humbert.
Luego, en el año de 1892 comenzó a enseñar en la Sorbona, y finalmente fue designada profesora en el año de 1903.
Andoyer fue elegido miembro de la Academia de Ciencias francesa el 30 de junio de 1919 en la sección de astronomía. Fue miembro del Bureau des Longitudes.

## Manuscritos
- Henri Andoyer. Nuevas tablas trigonométricas fundamentales. Valeurs naturallles (Bibliothèque de la Sorbonne, MS 1864-1875)

## Publicaciones

### Matemáticas[4]
- Charles Hermite: Cours professé pendant le 2e semestre 1881-1882 [à la Faculté des sciences de Paris], written by Andoyer, 1882 (4th edition in 1891)
- On geometry:
  - Henri Andoyer: Sur un problème de géométrie, Annales de la faculté des sciences de Toulouse, Sér. 1 Vol. 3 (1889), p. D1-D6,
  - Henri Andoyer: Leçons élémentaires sur la théorie des formes et ses applications géométriques, à l'usage des candidats à l'agrégation des sciences mathématiques, 1898
  - Henri Andoyer: Leçons sur la théorie des formes et la géométrie analytique supérieure : à l'usage des étudiants des facultés des sciences. Tome I, 1900,[5]
  - Henri Andoyer: Cours de géométrie : à l'usage des élèves de l'enseignement primaire supérieur : ouvrage rédigé conformément au programme officiel de 1893, 1894 (1st edition), 1895 (2nd edition), 1896 (3rd edition)[6]
  - Henri Andoyer: Cours de géométrie, 1910
  - Henri Andoyer: Formule donnant la longueur de la géodésique joignant 2 points de l’ellipsoïde donnés par leurs coordonnées géographiques, Bulletin Géodésique, Volume 34, Number 1, April 1932, pages 77–81,[7]

### Algebra
- - Henri Andoyer: Cours d'algèbre à l'usage des élèves de l'enseignement primaire supérieur, 1896
- On arithmetic:
  - Henri Andoyer : Cours d'arithmétique à l'usage des élèves de l'enseignement primaire supérieur, 2e édition, 1898
- Miscellaneous :
  - D. Selivanov, J. Bauschinger, H. Andoyer : Calcul des différences et interpolation. Encyclopédie des sciences mathématiques pures et appliquées, tome I (4e volume), Calcul des probabilités, théorie des erreurs et applications diverses, Paris, Gauthier-Villars, 1906, p. 47-160.

- On the theory of the Moon:
  - Henri Andoyer: Sur quelques inégalités de la longitude de la lune, Annales de la faculté des sciences de Toulouse, Sér. 1 Vol. 6 no. 3 (1892), p. J1-J33,
  - Henri Andoyer: Sur quelques inégalités de la longitude de la Lune (deuxième mémoire), Annales de la faculté des sciences de Toulouse, Sér. 1 Vol. 7 no. 2 (1893), p. E1-E19,
  - Henri Andoyer: La Théorie de la lune, 1902, 1926,[8]
  - Henri Andoyer: Sur la théorie analytique du mouvement de la lune, Journal de mathématiques pures et appliquées, 9e série, tome 7, 1928, pages 61–74,

### Mecánica celeste
- - Henri Andoyer : Sur la réduction du problème des brachistochrones aux équations canoniques, 1885. C.R. [Comptes Rendus des Séances de l'Académie des Sciences. Paris.] 100, 1577-1578.[9]
  - Henri Andoyer: Contribution à la théorie des orbites intermédiaires, Annales de la faculté des sciences de Toulouse, 1re série, tome 1, numéro 4, 1887, pages M1-M72,
  - Henri Andoyer : Sur une équation différentielle que l'on rencontre dans la théorie des orbites intermédiaires, 1887. C.R. [Comptes Rendus des Séances de l'Académie des Sciences. Paris.] 104, 1425-1427.[10]
  - Henri Andoyer: Sur les formules générales de la mécanique céleste, Annales de la faculté des sciences de Toulouse, Sér. 1 Vol. 4 no. 2 (1890), p. K1-K35,
  - Henri Andoyer : Sur l'extension que l'on peut donner au théorème de Poisson, relatif à l'invariabilité des grands axes, 1896. C.R. [Comptes Rendus des Séances de l'Académie des Sciences. Paris.] 123, 790-793.[11]
  - Henri Andoyer: Sur la détermination d'une orbite képlérienne par trois observations rapprochées, Bulletin Astronomique, Serie I, vol. 34 (1917), pp. 36–67[12]
  - Henri Andoyer: Formules et tables nouvelles : relatives à l'étude du mouvement des comètes et a différents problèmes de la théorie des orbites, 1918
  - Henri Andoyer: Cours de mécanique céleste, 1923 (volume 1), 1926 (volume 2),[13](volume 1),  (volume 2)[14]

### Tablas de logaritmos y funciones trigonométricas
- - Henri Andoyer: Nouvelles tables trigonométriques fondamentales : contenant les logarithmes des lignes trigonométriques de centième en centième du quadrant avec dix-sept décimales, de neuf en neuf minutes avec quinze décimales, et de dix en dix secondes avec quatorze décimales, 1911[15]
  - Henri Andoyer: Nouvelles tables trigonométriques fondamentales contenant les valeurs naturelles des lignes trigonométriques de centième en centième du quadrant avec vingt décimales, de neuf en neuf minutes avec dix-sept décimales et de dix en dix secondes avec quinze décimales, 1915-1918 (3 volumes), https://archive.org/details/nouvellestablest01andouoft, https://archive.org/details/nouvellestablest02andouoft, https://archive.org/details/nouvellestablest03andouoft (reconstructed on http://locomat.loria.fr)
  - Henri Andoyer: Tables logarithmiques à treize décimales, 1922 (review in 1923 by C. H. Forsyth, http://projecteuclid.org/DPubS/Repository/1.0/Disseminate?view=body&id=pdf_1&handle=euclid.bams/1183485665) (reconstructed on http://locomat.loria.fr)
  - Henri Andoyer: Tables fondamentales pour les logarithmes d'addition et de soustraction. In Bulletin Astronomique, volume 2, pages 5–32, 1922.

### Astronomía y cosmografía
- - F. Tisserand et H. Andoyer: Leçons de cosmographie, 1895, 1899, 1907 (4th edition), 1909 (5th edition), 1912 (6th edition), 1916 (7th edition), 1920 (8th edition), 1925 (9th edition), 1929 (10th edition),[16](review by Ernest W. Brown: Bull. Amer. Math. Soc. Volume 5, Number 5 (1899), 259. http://projecteuclid.org/DPubS/Repository/1.0/Disseminate?view=body&id=pdf_1&handle=euclid.bams/1183415717)
  - Henri Andoyer: Cours d'astronomie (only the first two volumes are by Andoyer).
    - volume 1: Astronomie théorique (1st edition: 1906,[17][18] 2nd edition: 1911, 3rd edition: 1923)
    - volume 2: Astronomie pratique (1st edition: 1909,[19][20] 2nd edition (with A. Lambert): 1924)
    - volume 3: Astrophysique (1928, by Jean Bosler only) (review: A. Pogo, Astrophysical Journal, volume 69, page 242, 1929[21])

### Trabajos históricos
- - Henri Andoyer: L'œuvre scientifique de Laplace, 1922,[22][23]
  - Henri Andoyer, Pierre Humbert, Histoire de la Nation Française. Tome XIV, Histoire des Sciences en France; première partie, Histoire des Mathématiques, de la Mécanique et de l'Astronomie. Paris, 1924. xx+620 pp
- Notice sur les travaux scientifiques de M. H. Andoyer, (several versions : 1902 (29 pages), 1904 (32 pages), 1907 (58 pages), 1918 (28 pages))